# Esteban Matus
Esteban Patricio Matus Castro (Santiago del Cile, 12 febbraio 2002) è un calciatore cileno, difensore dell'Audax Italiano.

## Caratteristiche tecniche
È un terzino sinistro.

## Carriera

### Club
Cresciuto nel settore giovanile dell'Audax Italiano, ha debuttato in prima squadra il 7 febbraio 2022 nell'incontro di Primera División perso 2-1 contro il Ñublense. Il 24 febbraio 2024 è passato in prestito per sei mesi all'Unión La Calera, facendo successivamente ritorno all'Audax per la seconda metà di stagione.

### Nazionale
Ha giocato nella nazionale cilena Under-23.
Nel maggio del 2023 ha ricevuto la prima convocazione da parte della nazionale maggiore cilena.

## Statistiche

### Presenze e reti nei club
Statistiche aggiornate al 3 giugno 2025.
| Stagione        | Squadra         | Campionato      | Campionato | Campionato | Coppe nazionali | Coppe nazionali | Coppe nazionali | Coppe continentali | Coppe continentali | Coppe continentali | Altre coppe | Altre coppe | Altre coppe | Totale | Totale | Totale |
| Stagione        | Squadra         | Comp            | Pres       | Reti       | Comp            | Pres            | Reti            | Comp               | Pres               | Reti               | Comp        | Pres        | Reti        | Pres   | Reti   |        |
| --------------- | --------------- | --------------- | ---------- | ---------- | --------------- | --------------- | --------------- | ------------------ | ------------------ | ------------------ | ----------- | ----------- | ----------- | ------ | ------ | ------ |
| 2022            | Audax Italiano  | PD              | 6          | 0          | CC              | 0               | 0               | CL                 | 0                  | 0                  | -           | -           | -           | 6      | 0      |        |
| 2023            | Audax Italiano  | PD              | 28         | 0          | CC              | 3               | 0               | CS                 | 7                  | 0                  | -           | -           | -           | 38     | 0      |        |
| 2024            | Unión La Calera | PD              | 13         | 0          | CC              | 0               | 0               | CS                 | 5                  | 0                  | -           | -           | -           | 18     | 0      |        |
| 2024            | Audax Italiano  | PD              | 12         | 0          | CC              | 0               | 0               | -                  | -                  | -                  | -           | -           | -           | 12     | 0      |        |
| 2025            | Audax Italiano  | PD              | 13         | 3          | CC              | 4               | 1               | -                  | -                  | -                  | -           | -           | -           | 17     | 4      |        |
| Totale carriera | Totale carriera | Totale carriera | 72         | 3          |                 | 7               | 1               |                    | 12                 | 0                  |             | -           | -           | 91     | 4      |        |